# Kant (singolo)
Kant (alternativamente Serving) è un singolo della cantante maltese Miriana Conte, pubblicato l'8 gennaio 2025.

## Descrizione
Kant è stata scritta e composta da Miriana Conte, Matthew "Muxu" Mercieca, Sarah Evelyn Fullerton e Benjamin "Bnji" Schmid, quest'ultimo responsabile anche della produzione. Il titolo del brano, che in maltese significa "canto", si ripete nel ritornello tramite un calembour che richiama l'espressione serving cunt, usata per descrivere una persona audace e sicura di sé nelle culture queer e drag.
A causa del doppio senso presente nel testo di Kant, Scott Mills, conduttore del Radio 2 Breakfast Show su BBC Radio 2, ha dichiarato che la BBC "non può assolutamente trasmettere" il brano. Sebbene inizialmente la Conte avesse dichiarato che l'UER aveva dato il via libera alla versione originale della canzone, il 4 marzo 2025 ha rivelato sul suo profilo Instagram di essere stata contattata da PBS, che l'ha informata della necessità di modificare il testo a seguito di una nuova decisione dell'UER.

## Promozione
Il 12 dicembre 2024 Miriana Conte, con il brano Kant, è stata rivelata come una dei partecipanti al Malta Eurovision Song Contest 2025, il concorso organizzato da TVM per scegliere il rappresentante maltese all'Eurovision Song Contest. Esibitasi quarta nella seconda semifinale, il 6 febbraio 2025 l'artista si è aggiudicata un posto in finale. Il successivo 8 febbraio, il brano ha vinto la serata finale, classificandosi secondo nel voto della giuria e primo nel televoto e permettendo a Miriana Conte di rappresentare l'isola sul palco eurovisivo di Basilea.

## Tracce
Testi e musiche di Miriana Conte, Matthew "Muxu" Mercieca, Sarah Evelyn Fullerton e Benjamin "Bnji" Schmid.
1. Kant – 2:59

## Formazione
- Miriana Conte – voce
- Benjamin "Bnji" Schmid – produzione, missaggio
- Patrick Kummeneker – mastering

## Classifiche
| Classifica (2025) | Posizione massima |
| ----------------- | ----------------- |
| Grecia            | 56                |
| Lituania          | 47                |
| Svezia            | 90                |
| Svizzera          | 75                |